# Kehä III
Pour les articles homonymes, voir Route 50.
La Kehä III ou Kantatie 50 (en suédois : Ring III ou Stamväg 50) est une autoroute périphérique de Helsinki, la capitale de la Finlande,.
La Kehä III est une autoroute de 46 km de long qui relie toutes les voies d'accès radiales d'Helsinki, de la kantatie 51 à l'ouest jusqu'à la seututie 170 à l'est.

## Description
La Kehä III parcourt les quatre municipalités de Kirkkonummi, Espoo, Vantaa et Helsinki.
La portion de cette autoroute menant de l'entrée de la valtatie 1 à Espoo à l'entrée de la valtatie 7 à Vantaa est une partie de la route européenne 18 qui relie les îles Britanniques à Saint-Pétersbourg en traversant les pays nordiques. 
La ceinture périphérique III est aussi une route de transit importante pour le transport de fret vers la Russie, une route de transport des marchandises du port de Vuosaari, et, en complément de la route principale 45, c'est le principal axe de transport terrestre pour l'aéroport d'Helsinki-Vantaa. 
Sur son tronçon le plus fréquenté, Vantaankoski-Pakkala, le ceinture périphérique III accueille environ 75 800 véhicules par jour et l'agence des infrastructures de transport de Finlande (Väylävirasto) prévoit 88 600 véhicules par jour en 2030.
À Tikkurila, la route est également appelée Ala-Tikkurilantie.
Les arrêts rapides des bus de longue distance sur la Kehä III sont appelés Vantaanportti (fi), Tuupakka (fi) et Tikkurilan tienhaara (fi).

## Galerie

Photos de la Kehä III
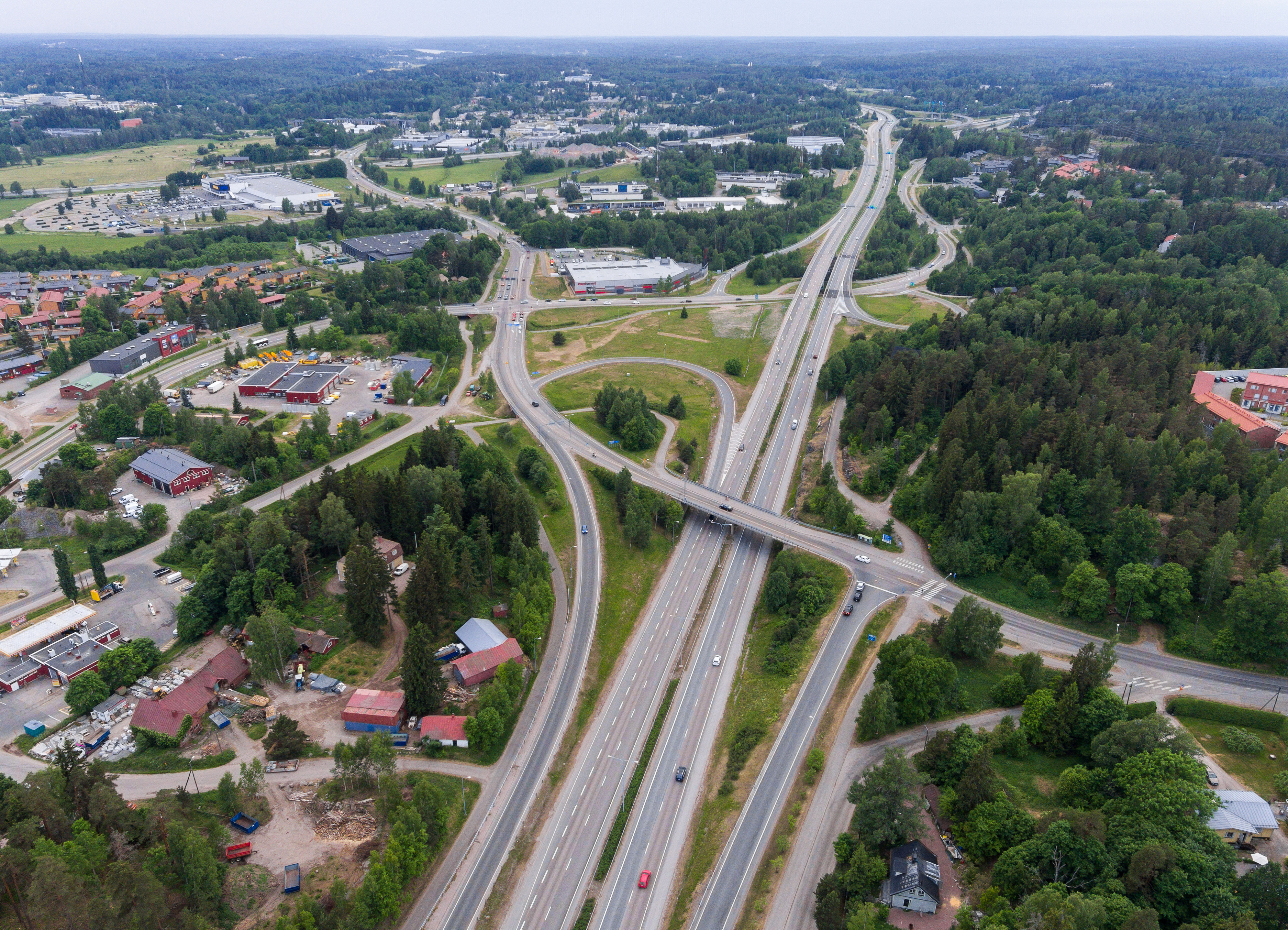
La Kehä III à l'échangeur de Bemböle.
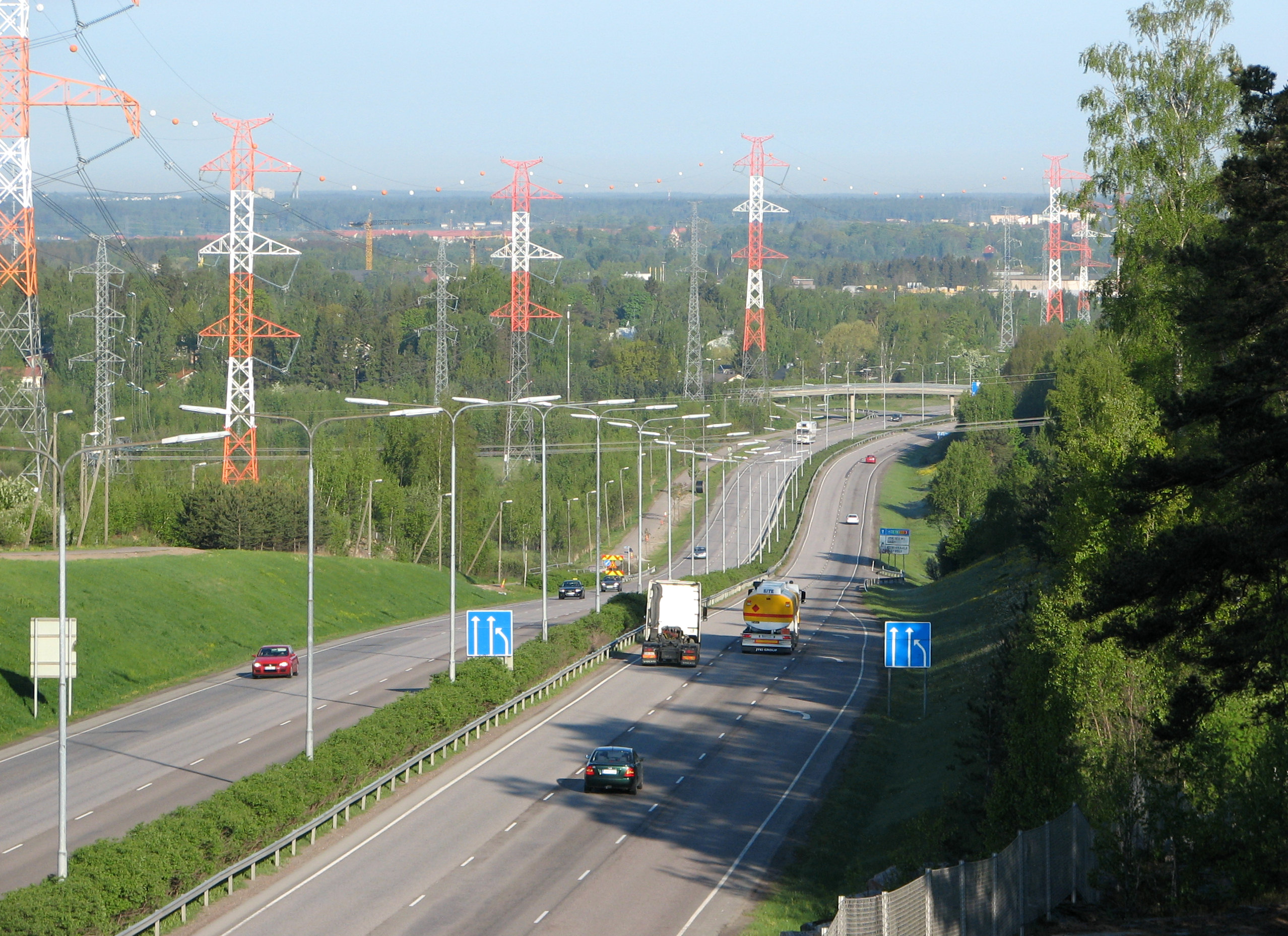
La Kehä III à Kalkkikallio.
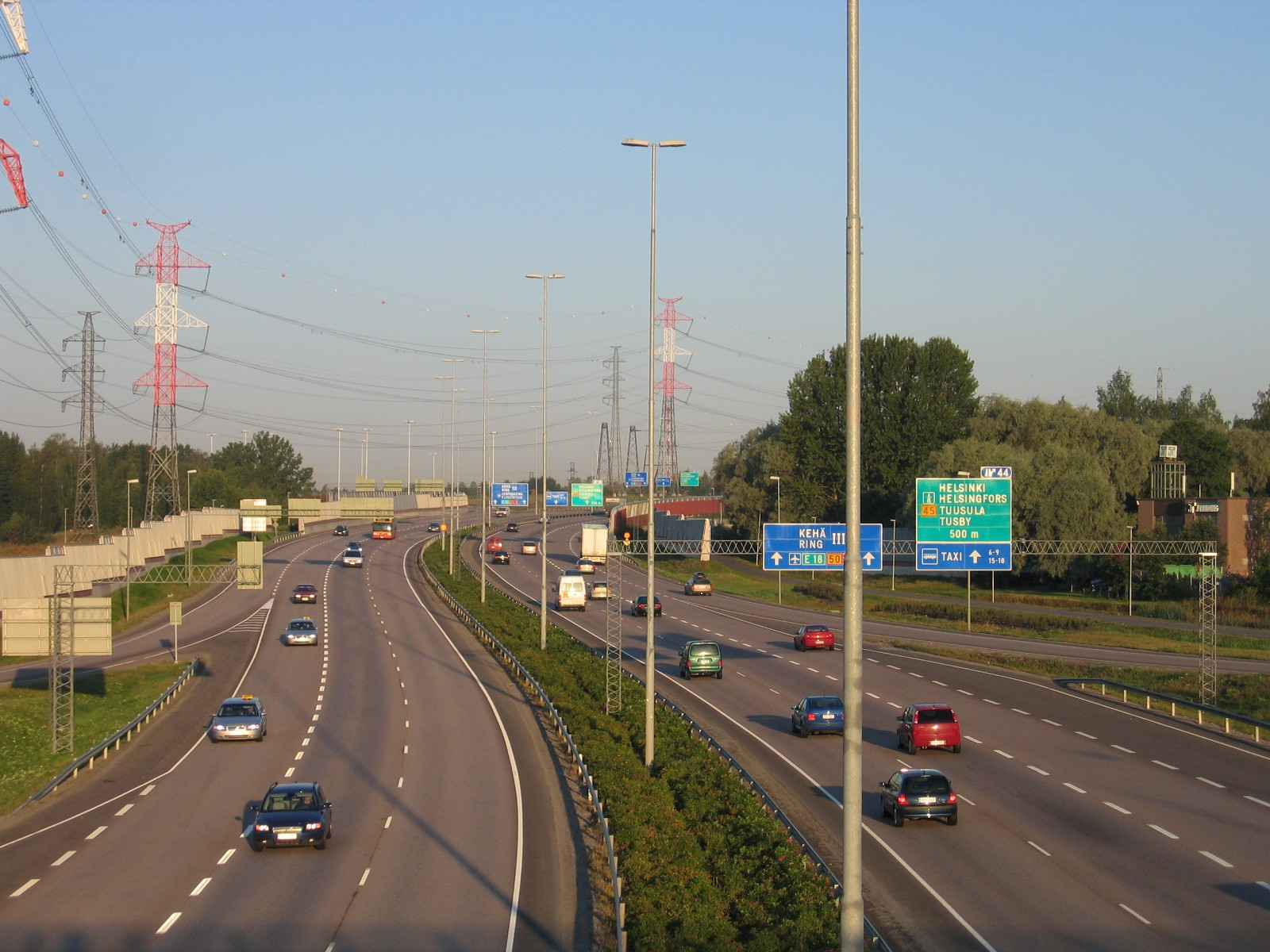
La Kehä III près de la Tuusulanväylä.
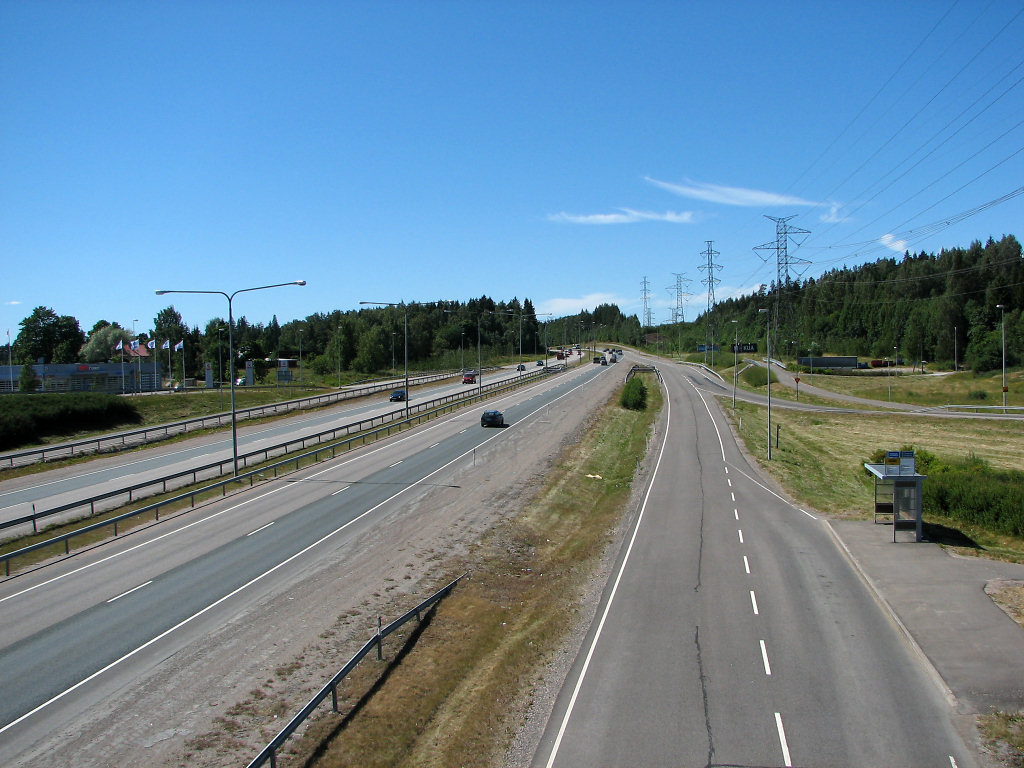
La Kehä III à Tuupakka.

Cartes
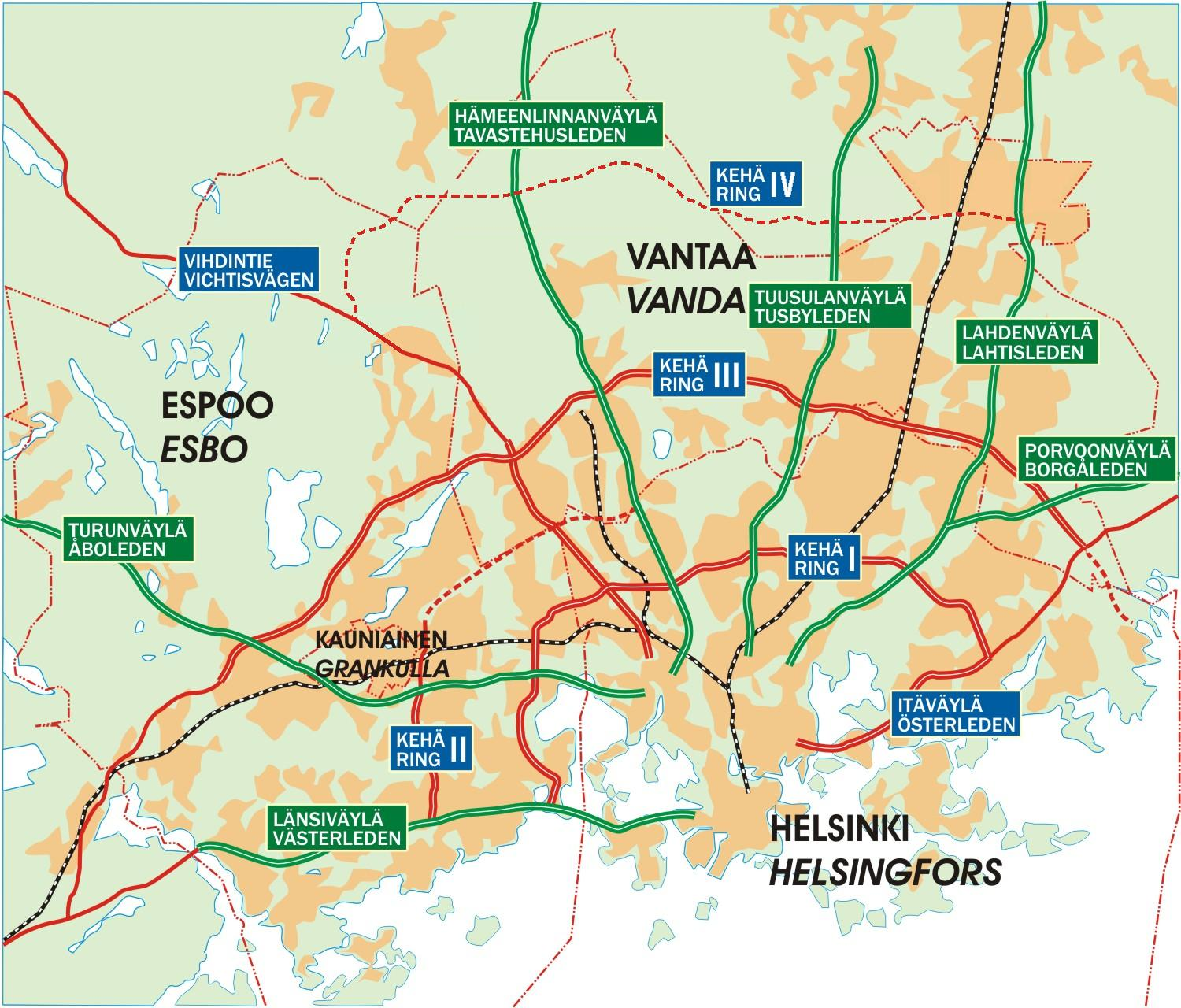
Routes de la région d'Helsinki.
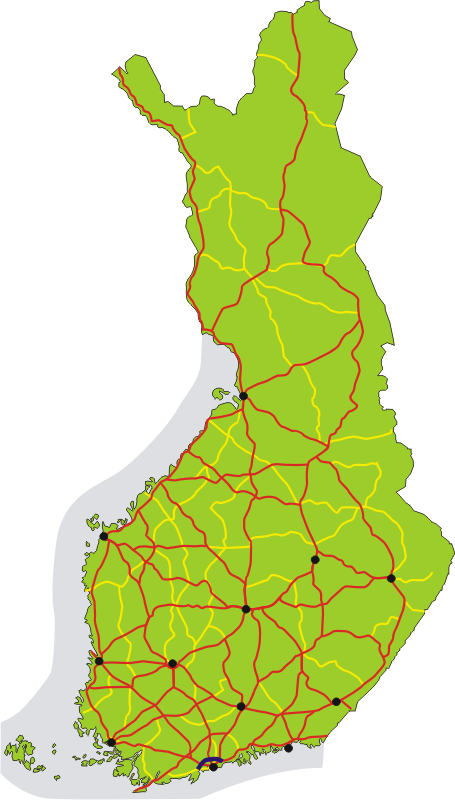
La Kehä III sur la carte de Finlande.